# Сарапулка (Горноуральський міський округ)
Сарапу́лка (рос. Сарапулка) — присілок у складі Горноуральського міського округу Свердловської області.
Населення — 12 осіб (2010, 5 у 2002).
Національний склад станом на 2002 рік: росіяни — 100 %.